# Cancelo (São Domingos)
Cancelo es una localidad caboverdiana del municipio de São Domingos.

## Geografía
La localidad está situada en la isla de Santiago.

## Organización territorial
La localidad abarca los lugares y barrios de:
- Cancelo Baixo
- Cancelo Riba